# ديكستر مورغان
ديكستر مورغان (بالإنجليزية: Dexter Morgan) هو شخصية خيالية من سلسلة روايات ديكستر، كتبها جيف ليندسي، وكذلك المسلسل التلفزيوني الذي يحمل نفس الاسم، حيث يصوره الممثل الأمريكي مايكل سي هول، وديفون جراي، دومينيك جينس، وماكسويل هوكابي في شبابه.
في كل من الروايات والمسلسل التلفزيوني، ديكستر هو محلل لـ لطخات الدم في قسم الطب الشرعي في قسم شرطة ميامي مترو الخيالي. في وقت فراغه، هو قاتل متسلسل يقظ يستهدف مجرمين آخرين الذين استطاعوا التهرب من نظام العدالة. يتبع قانون تم تعليمه إياه في مرحلة الطفولة من قبل والده بالتبني، هاري، والذي يشير إليه باسم «قانون هاري» ويتوقف على مبدأين: لا يستطيع ديكستر قتل الناس إلا بعد العثور على أدلة قاطعة على أنه إنهم مذنبون، ويجب ألا يُقبض عليه.
تشمل رواية ديكستر عدة أجزاء وهي:
ديكستر الغامض الحالم (2004)، عزيزي المخلص ديكستر (2005)، ديكستر في الظلام (2007)، ديكستر حسب التصميم (2009)، ديكستر اللذيذ (2010)، ديكستر المزدوج (2011)، ديكستر: القطعة النهائية (2013)، وفاة ديكستر (2015). كانت الرواية الثامنة والأخيرة في السلسلة، وتم إصدارها في يوليو 2015، مما يدل على نهاية الشخصية.
في عام 2006، تم إنتاج مسلسل مبني على الرواية وبنفس الاسم من إنتاج شوتايم. يعتمد الموسم الأول إلى حد كبير على الرواية الأولى، ديكستر الغامض الحالم (2004)، لكن المواسم التالية انحرفت عن بقية سلسلة الرواية.
لأدائه دور ديكستر، تلقى مايكل سي هول إشادة نقدية. في عام 2009، حصل على جائزة غولدن غلوب لأفضل ممثل في مسلسل تلفزيوني أو دراما. وضعت مجلة بيست شخصية ديكستر في المرتبة السادسة من أصل عشرين شخصية لأفضل شخصية في عام 2011، بالإضافة إلى ذلك، تم منح هول جائزة جمعية نقاد التلفزيون للإنجاز الفردي في الدراما في عام 2007، وتم ترشيحه خمس مرات لجائزة إيمي لأفضل ممثل في مسلسل درامي.

## الملف النفسي
منذ الطفولة، شعر ديكستر مورغان بمحفزات قاتلة يوجهها له صوت داخلي يسميه «الراكب المظلم»؛ عندما لا يمكن تجاهل هذا الصوت، «يسمح للراكب المظلم بالقيام بالقيادة». يلتزم بقانون أخلاقي علمه له والده بالتبني، هاري، حيث يسمح لنفسه فقط بقتل الأشخاص الذين هم أنفسهم قتلة.
يعتبر ديكستر نفسه مطلقًا عاطفيًا عن بقية البشرية. في روايته، يشير إلى «البشر» كما لو أنه ليس هو نفسه. إنه يشير بشكل متكرر إلى شعور داخلي بالفراغ ويقول إنه يقتل ليشعر بالحياة. يدعي أنه ليس لديه مشاعر أو ضمير، وأن جميع ردوده العاطفية هي جزء من عمل تم التدرب عليه جيدًا لإخفاء طبيعته الحقيقية. ليس له مصلحة في الرومانسية أو الجنس. يعتبر علاقته مع صديقته (وزوجته النهائية) ريتا بينيت جزءًا من «تنكره».
ديكستر يحب الأطفال، ويجدهم أكثر إثارة للاهتمام من الكبار. تبعا لذلك، يصب جام غضبه على ضحاياه الذين يتصيدون الأطفال. ارتباطه بأطفال ريتا، أستور وكودي، يحل أحيانًا محل علاقته مع ريتا نفسها. على سبيل المثال، في الروايات، يواصل ديكستر علاقته مع ريتا لأنه يدرك أن أطفال ريتا يظهرون نفس الميول الاجتماعية التي فعلها في سنهم، ويحاول التحكم في دوافعهم العنيفة من خلال تزويدهم بـ «توجيه» مشابه لتلك التي قدم له هاري. في العرض، ينحرف ديكستر عن قانونه الخاص بقتل القتلة فقط للتخلص من المتحرش بالأطفال الذي يلاحق أستور.
لا تحب الحيوانات ديكستر، الذي يمكن أن يسبب مشاكل ضوضاء عندما يلاحق ضحية لديها حيوانات أليفة. تكشف الروايات عن أنه كان يمتلك ذات مرة كلبًا ينبح عليه وينخر عليه حتى اضطر للتخلص منه وسلحفاة اختبأت منه في صدفته حتى ماتت جوعًا.
يتصرف ديكستر في بعض الأحيان بطريقة تشير إلى أنه يشعر ببعض الاتصال البشري البدائي. يعترف بالولاء للعائلة، ولا سيما لوالده بالتبني الراحل، قائلاً: «إذا كنت قادرًا على الحب، فكيف كنت سأحب هاري». منذ وفاة هاري، كانت عائلة ديكستر الوحيدة هي أخته ديبرا، ابنة هاري البيولوجية. يعترف ديكستر بأنه لا يستطيع إيذاء ديبرا أو السماح لأي شخص آخر بإيذائها لأنه «يحبها». في الحلقة الأولى من الموسم الأول، يقول: «ليس لدي مشاعر حول أي شيء، ولكن إذا كان لدي مشاعر على الإطلاق، فسأشعر بها لديب».
في الموسم الأول، بدأت علاقة ديكستر مع ريتا في تقديم مقدمة بطيئة وثابتة لمشاعر الإنسان، وتتقدم أكثر في كل موسم. خلال حلقة "Shrink Wrap"، عندما يكون هدفه الحالي هو طبيب نفسي، يتسلل ديكستر إلى مكتب الطبيب من خلال التظاهر بأنه مريض، ويفكر الطبيب بذكاء في أن جزءًا من مشكلة ديكستر في الاعتراف بمشاعره هو حاجته للسيطرة. في نهاية الموسم الثاني، في حلقة «الغزو البريطاني»، اعترف ديكستر أخيرًا بأنه بحاجة إلى الناس في حياته. في الموسم الثالث، عندما يهدده أحد أهدافه القادمة، يكافح ديكستر للعيش لأنه يريد رؤية طفله الذي لم يولد بعد. في الموسم الرابع، قبل أن يقتل ضابطة شرطة قتلت زوجها وابنتها، غمر ديكستر بإدراك أنه لا يريد أن يفقد عائلته الجديدة. ويصيبه الرعب أيضًا عندما يكتشف أن أحد ضحاياه المحتملين هو زوج وأب يسيء معاملة عائلته؛ يصر ديكستر بشدة على أنه ليس مثل هذا ولن يضر عائلته أبدًا. في الموسم الخامس، بعد مقتل ريتا، أدرك ديكستر أنه أحبها حقًا ودمره فقدانها.

## طريقة عمل ديكستر
في كل من الكتب والمسلسل، يختار ديكستر ضحاياه وفقًا لقانون والده بالتبني ويقتلهم فقط بعد أن اكتشف أدلة كافية لإثبات ذنبهم. لكل ضحية، يعد طقوسًا في موقع القتل له بعض الأهمية الرمزية للقاتل (على سبيل المثال، قتل ملاكم في حلقة ملاكمة أو مقامر في مخزن لآلات المقامرة في الكازينو). يلف الموقع تمامًا بالقماش المشمع البلاستيكي الشفاف لالتقاط كل الدم المتسرب، وغالبًا ما يزينه بأدلة أو صور لجرائم ضحيته.
يختلف القبض الفعلي على ضحاياه بين الكتب والعرض. في العرض، عادة ما ينطوي على الاقتراب من الضحايا من الخلف وحقن مخدر (تم تحديده ليكون مهدئًا للحيوانات يسمى هيدروكلوريد الإتورفين، أو ام99)، مما يجعل ضحاياه يفقدون الوعي مؤقتًا. الحقن هو تقليد تم تأسيسه مع ضحيته الأولى، ممرضة المستشفى. يستخدم الاسم المستعار «باتريك بيتمان» (بطل رواية «المختل الأمريكي» للمؤلف بريت إيستون إيليس) لشراء هذه المهدئات.
في أوقات أخرى، يخدر ديكستر هدفه إما باستخدام يديه أو خنقه لقطع تدفق الدم إلى الدماغ. في الكتب (ومرتين في البرنامج التلفزيوني)، يختبئ في المقعد الخلفي لسيارة الضحية، ثم يلف خيط الصيد حول حلق الضحية عندما يجلس. ثم يستخدم ديكستر خطر الاختناق لإجبار ضحيته على دفعهم إلى موقع القتل الذي أعده.
بمجرد وصولهم، إما يخنقهم في حالة من فقدان الوعي أو يستخدم حبل السحب لجرهم إلى موقع القتل الصحيح. في مثل هذه الحالات، يخدرهم بمجرد إبلاغهم بحكمه. عندما يستيقظ الضحايا، يتم تعريتهم وتثبيتهم على طاولة بغطاء بلاستيكي، وللضحايا الأقوى، شريط لاصق. إذا لم يكن قد فعل ذلك بالفعل، فإنه يواجههم بأدلة السرد على جرائمهم. في الروايات، تتضمن الطريقة عادة «استكشافًا» موسعًا بسكاكين حادة متنوعة؛ في العرض، تتضمن طريقة ديكستر المفضلة عادة جرحًا مميتًا على الفور في الصدر أو الرقبة أو الأمعاء مع مجموعة متنوعة من الأسلحة. يقوم أحيانًا بتغيير طرقه لتناسب ضحايا معينين؛ يقتل شقيقه (وزميله القاتل المتسلسل) براين عن طريق قطع حلقه بسكين عشاء (بطريقة الموت وتردد ديكستر نفسه في إلحاق الجرح مما أدى إلى استنتاج أخصائيو الطب الشرعي أن بريان قتل نفسه)؛ طعن رجل العصابة ليتل تشينو في الصدر بساطور. يقتل سانتوس خيمينيز -الرجل الذي قتل والدته -بنفس الطريقة التي قُتلت بها والدته، بتقطيعه بالمنشار. في مناسبات أخرى، يستخدم المطارق، والمثاقب، وأدوات كهربائية أخرى.
قبل القتل مباشرة، يجمع ديكستر التذكارات من ضحاياه حتى يتمكن من إحياء التجربة. يجمع تذكاراته عن طريق قطع خد الضحية الأيمن بمشرط جراحي لجمع عينة دم صغيرة، والتي يحتفظ بها على شريحة مجهر. في البرنامج التلفزيوني، يحتفظ ديكستر بشرائح الدم من جميع ضحاياه منظمين بشكل منظم في صندوق حفظ خشبي، يخفيه داخل مكيف الهواء الخاص به. في الروايات، يحتفظ بها في صندوق خشب الورد في خزانة كتبه.
في النهاية، يقوم بتقطيع الجثث إلى عدة قطع، ويخزنها والأغطية البلاستيكية في أكياس قمامة سوداء شديدة التحمل، ثم يضيف صخورًا من الرصيف حيث يحتفظ بقاربه كوزن مرساة، ويغلق الأكياس بشريط لاصق. ثم يأخذ الأكياس الملفوفة على متن قاربه ويتخلص منها بإلقائها في البحر في موقع محدد؛ في المسلسل التلفزيوني، أرضه الملقاة عبارة عن خندق محيطي صغير بعيدًا عن الشاطئ. في إحدى الحلقات، تم اكتشاف موقع المكب والبقايا عن غير قصد من قبل الغواصين، لذلك قام بتغيير التكتيكات، وقطع الجثث إلى قطع أصغر وإلقائها في الخارج، حيث سيتم تفريقها بواسطة تيار الخليج. تعطي الكتب تفاصيل أقل عن التخلص، وعادة ما يرتدي ديكستر اعتمادًا على الضحية. لقد ألقى ببعض الضحايا في المحيط بسبب امتلاك الضحية لقارب وفعل الشيء نفسه مع ضحاياهم، ولكنه يستخدم المراسي لوزن الحقائب. يتخلص من جسم آخر في وعاء من حمض الهيدروكلوريك.

## السيرة الذاتية
ولد ديكستر في 15 فبراير 1971. في بداية القصة، لا يعرف ديكستر سوى القليل جدًا عن حياته قبل أن يتبناه هاري مورغان (أحد محققي شرطة ميامي) وزوجته دوريس. يخبر هاري ديكستر فقط أن والديه قتلا في حادث سيارة، وأعاده هاري إلى المنزل من مسرح الجريمة. عندما يكون ديكستر في السابعة من عمره، يكتشف هاري أن الصبي يقتل الحيوانات الأليفة في الحي ويدرك أن ديكستر هو معتل اجتماعي وأن لديه حاجة عميقة للقتل. ونتيجة لذلك، قرر هاري توجيه الصبي على القتل في اتجاه «إيجابي» من خلال تعليمه أن يكون قاتلًا دقيقًا ودقيقًا للأشخاص الذين «يستحقون ذلك» -قتلة هربوا من العدالة. توفيت دوريس عندما كان ديكستر في السادسة عشرة من عمره، وتوفي هاري عندما كان ديكستر في العشرين من عمره. في الموسم الثاني، اكتشف عدو ديكستر، الرقيب جيمس دوكس، أن ديكستر تخلى عن مهنة في الطب لمتابعة تحليل بقع الدم، على الرغم من كونه الأول على دفعته في كلية الطب. ويلاحظ أيضًا أن ديكستر درس الجوجوتسو المتقدم في الكلية.
يكشف كل من البرنامج التلفزيوني والرواية الأولى تدريجياً عن قصة ديكستر الخلفية الكاملة. ولد ديكستر خارج إطار الزواج في عام 1971 لامرأة شابة تدعى لورا (لورا موسر في العرض). في الروايات، شاركت لورا في تجارة المخدرات. في العرض، كانت لورا مخبرة للشرطة وكان هاري مورغان مشرفا عليها وعشيقته السرية. كان والد ديكستر (المسمى جوزيف دريسكول في العرض) في الجيش الأمريكي وخدم في حرب فيتنام، لكنه أصبح فيما بعد مجرمًا مدمنًا على المخدرات. كان لدى ديكستر أيضًا أخًا أكبر، يُدعى براين.. في 1 أكتوبر 1973، شهد ديكستر وبريان جريمة قتل أمهما الوحشية على أيدي ثلاثة تجار مخدرات. لمدة يومين، ترك الإخوة في حاوية، محاطين بأجزاء الجسم المقطعة والجلوس في بركة من الدم. تبنى هاري ديكستر البالغ من العمر ثلاث سنوات، بينما ترك براين لنظام رعاية الطفل.b[›]
يتذكر ديكستر مقتل والدته في وقت لاحق من حياته، عندما يتم استدعاؤه إلى مسرح جريمة دموية للغاية تركه شقيقه -الذي نشأ أيضًا ليكون قاتلًا متسلسلاً. في الرواية، يهرب بريان من ميامي، لكنه يعود في Dexter Is Delicious. في العرض، ومع ذلك، يمسك ديكستر ويقتل (على مضض) براين، مدركًا أن براين لن يتوقف أبدًا عن محاولة قتل ديبرا أو أشخاص أبرياء آخرين.

## تطور الشخصية في سلسلة الروايات

### - ديكستر الغامض الحالم 2004
توفت دوريس مورغان، والدة ديكستر بالتبني، بسبب السرطان عندما كان عمره 16 عامًا. عندما يصل ديكستر إلى سن البلوغ، يدرك أنه غير مهتم بالجنس ويحتاج إلى تعليمات من والده حول كيفية التصرف مع النساء. في هذا الوقت، اكتشف هاري أن ديكستر كان يقتل الحيوانات الأليفة في الحي ويدرك أن الصبي لديه حاجة فطرية للقتل. يقرر هاري توجيه دعوات ديكستر في اتجاه «إيجابي» من خلال تعليمه قتل الأشخاص الذين «يستحقون ذلك»، والتخلص من أي دليل حتى لا يتم القبض عليه.
عندما يبلغ ديكستر 18 عامًا، يتم تشخيص هاري بالسرطان ويتم إدخاله إلى المستشفى. هناك، يمنح هاري ديكستر «إذنه» لقتل ضحيته البشرية الأولى، وهي ممرضة تقتل مرضاها بجرعات زائدة من المورفين.
طوال فترة الرواية، يشارك ديكستر في التحقيق في «تاميامي بوتشر»، القاتل المتسلسل الذي يشوه ضحاياه ويضع أجزاء الجسم في شاحنات مبردة. يبدأ القاتل في ترك أدلة مشينة لديكستر لجذبه شخصيًا. القاتل يختطف ديبرا ويلتقي مع ديكستر في حاوية تخزين، ويكشف عن علاقتهما الحقيقية: إنه براين، الأخ البيولوجي لديكستر. أخبر براين ديكستر أنه عندما كانوا اطفالا، شهدوا قتل أمهم الوحشي على أيدي تجار المخدرات، وتم حبسهم في قفص لمدة يومين، محاطين بجثث. يقنع ديكستر بريان بتجنيب ديبرا، وبدلاً من ذلك يقتل الاثنان الملازم ميجيا لاغويرتا (لا يحدث هذا في المسلسل التلفزيوني، حيث لاغويرتا -الذي تم تغيير اسمها الأول إلى «ماريا» -هي شخصية متكررة حتى وفاتها في نهاية الموسم السابع).
في نهاية الرواية، تعلم ديبرا بحياة ديكستر السرية بعد أن أنقذها من براين. يبدو أنها تقبل ذلك، ولكن في الكتب اللاحقة تشعر بأنها أصبحت بين نارين، نار واجباتها والتزاماتها كضابط شرطة ونار ولائها لديكستر، الذي تحبه كاخ حقيقي لها.

### - عزيزي المخلص ديكستر 2005
يشتبه عدو ديكستر، الرقيب دوكس، في أن ديكستر متورط في قتل لاغويرتا، ويبدأ في متابعته. سرعان ما يضطر الأثنان إلى العمل معًا لإيقاف «الدكتور دانكو»، وهو جراح نفسي يزيل أطراف ضحاياه وأعضائهم الحسية، ويتركهم في حالة وفاة حية.
تجبر ملاحقة دوكس ديكستر لقضاء المزيد من الوقت مع ريتا وأطفالها. أثناء محاولته الارتباط بأطفالها، استور وكودي، يدرك أن كلاهما لهما «راكب مظلم» خاص به، ويقرر تزويدهم بنفس «التوجيه» الذي أعطاه له هاري. بعد العثور على خاتم وكيل مكتب التحقيقات الفدرالي كايل تشوتسكي في جيب ديكستر، تعتقد ريتا أن ديكستر على وشك التقدم لخطبتها، وتقبل بسعادة قبل أن يتمكن ديكستر من التوضيح.
في ذروة الكتاب، يختطف الدكتور دانكو ديكستر والرقيب دوكس، ويشوه الأخير عن طريق إزالة يديه وقدميه ولسانه. بينما كان الدكتور على وشك تحويل انتباهه إلى ديكستر، تقتحم أخت ديكستر، ديبرا، المكان وقتله، مما أدى إلى إنقاذ حياة ديكستر.

### - ديكستر في الظلام 2007
تكشف رواية شخص الثالث من خلال كيان يشار إليه باسم "IT" أن الراكب المظلم هو عامل مستقل يسكن ديكستر، في وقت لاحق، أدرك ديكستر أن الراكب المظلم مرتبط بـ مولوخ، إله شرق أوسطي يعبد في أوقات الكتاب المقدس. الراكب المظلم هو أحد ذرية مولوخ العديدة. كان لدى مولوخ العديد من الأطفال (تم تشكيلهم من خلال التضحية البشرية)، وتعلموا مشاركة معرفتهم معهم. في النهاية، كان هناك الكثير، وقتل مولوخ الأغلبية؛ ومع ذلك، هرب بعضهم إلى العالم. في الرواية، يتعلم ديكستر الطبيعة الحقيقية للراكب المظلم عندما «يتركه» لفترة وجيزة، ويخيفه من البحث عن الأسباب المحتملة لوجوده.
حتى الآن، تبنى ديكستر دوره كزوج لكلا الطفلين، لكنه يشعر بالانزعاج عندما تتساءل أفكارهم -يتساءلون عما إذا كان كودي قد نظف أسنانه قبل النوم وإذا كانت أستور قد ارتدت فستان عيد الفصح ليوم التصوير في مدرستها -صرفته عن صيد الضحية المقصودة. بحلول نهاية الكتاب، بدأ في تدريب أستور وكودي ليكونوا قتلة دقيقين وفعالين، وبنجاح كبير: عندما يخطف خصم الرواية، وهو زعيم عبادة مولوك، الثلاثة منهم، ينقذ كودي حياة ديكستر بقتل واحد من أتباعه.
تنتهي الرواية بعودة الراكب المظلم إلى ديكستر في يوم زفافه.

### - ديكستر حسب التصميم 2009
تُفتح القصة في باريس، مع ديكستر وريتا في شهر العسل. هناك، أثناء زيارته لمعرض فني، يرى ديكستر وريتا قطعة أداء طليعية تسمى «ساق جينيفر» حيث بتر الفنانة طرفها الخاص. عندما يعودون إلى ميامي، يعبر ديكستر مسارات مع محقق قتل مشبوه وقاتل متسلسل يفترس السياح. في فقرات الرواية الختامية، يعلم ديكستر أن ريتا حامل بطفله.

### - ديكستر اللذيذ 2010
يناضل ديكستر مع تربية ابنته الرضيعة "ليلي آن '' ويتساءل عما إذا كان بإمكانها المساعدة في استعادة إنسانيته. يظهر براين مرة أخرى في حياة ديكستر، ويضع نفسه مع عائلة ديكستر. يتعلق الحدث الرئيسي لقسم شرطة ميامي بظهور الجثث المطبوخة والمأكولة جزئيًا واختفاء الفتاة المراهقة سامانثا. ديكستر يمارس الجنس مع سامانثا تحت تأثير مخدر الاكستيسي، ويحاول منع ريتا من اكتشافه بينما يساعد ديبرا على حل جرائم القتل.
تعيد الرواية تقديم شقيق ديكستر، براين، الذي ظهر بشكل غير متوقع على عتبة ديكستر ويدخل نفسه في عائلة أخيه الجديدة. يتردد ديكستر في البداية في السماح لبريان بالعودة إلى حياته، لكنه يغير رأيه عندما يرى أنه يربطه مع أستور وكودي بسبب شهوة الدم المشتركة بينهما.

### - ديكستر المزدوج 2011
يتم رؤية ديكستر من قبل ظل مجهول أثناء قتله لضحية في منزل منعزل. يستمر في حياته حتى يبدأ في تلقي رسائل بريد إلكتروني تهديدية من الشخص الذي يدعي أنه رآه على كومة من أجزاء الجثة. بدلاً من تسليمه للشرطة، الظل، كما يشار إليه، يأخذ على عاتقه أن يوقع بـ ديكستر. بينما يحاول ديكستر العثور على هذا الظل والتخلص منه، يكتشف بسرعة أن هذا الشخص أكثر قدرة مما كان يشتبه في البداية. يتم توريط ديكستر في نهاية المطاف في جريمة قتل، على الأقل ظرفية، من خلال الشخص المشار إليه بـ «الظل».
أثناء الاشتباه به من قبل قوة الشرطة لكونه «شخصًا مهمًا» أثناء التحقيق في جريمة القتل، يكتشف ديكستر أخيرًا من هو الظل، أنه دوج كراولي. عندما يهم ديكستر بقتل كراولي، يجد أنه يتعامل مع دوكس مرة أخرى. مدركًا أنه لا توجد طريقة لقتل كراولي أثناء مراقبة دوكس الشديدة له، يستعين بأخيه، براين، ويعتقد أخيرًا أنه تم حل مشاكله.
بينما يقوم براين بقتل دوج كراولي، ينزل ديكستر إلى كي ويست مع عائلته. على الرغم من علمه من شقيقه أن دوغ كراولي أنه قد تم الاعتناء به، إلا أنه وجد جثة المحقق هود، المحقق الرئيسي الذي يحقق معه بتهمة القتل، في جناحه بالفندق، مع التفسير الوحيد هو أن بريان قتل الشخص الخطأ.
بينما ينشغل ديكستر بشرطة كي ويست، يهاجم كراولي أخيرًا ديكستر من خلال اختطاف أطفاله كودي وأستور. يطارده ديكستر إلى جزيرة صغيرة قبالة ساحل كي ويست. أخيرًا يتمكن من اللحاق به، يهرب كراولي مع أستور على متن قارب سريع. تمكن ديكستر من التسلل على متن القارب والتغلب على كراولي، مع بعض المساعدة من أستور. يقطع كراولي في البحر، حيث يأكله سمكة قرش.
مع قتل كراولي، يمكن أن يركز ديكستر أخيرًا على مسح اسمه من التحقيق في جريمة القتل المتورط بها. يزرع الأدلة في شقة هود، مما يشوه سمعته تمامًا، بينما يخضع دوكس الآن للتحقيق بسبب القوة المفرطة وتخويف الشاهد. وفي أثناء هذه التطورات، يتم تبرئة ديكستر.

### - ديكستر: القطعة النهائية 2013
يصبح أحد المشاهير مهووسا بـ ديكستر. عندما تأتي شبكة Big Ticket Network إلى ميامي، يتم تعيين ديكستر وديبرا كـ «مستشارين تقنيين» لنجوم العرض. ويخيم على ديبرا دور البطلة جاكي فورست، ويترك لديكستر البطل روبرت تشيس. مستشعرًا بغرابة فيه، يبقي ديكستر روبرت على ذراعه. عندما تقود سلسلة من جرائم القتل المخبر أندرسون في مترو ميامي من خلال حلقة، يتم تعيين ديكستر لحراسة جاكي.
سرعان ما أدرك ديبرا ودي كستر أن سلسلة الأجسام كلها تشبه إلى حد كبير جاكي. يتم تعيين ديكستر لحمايتها في غرفتها في الفندق. في البداية، تبدو الأمور روتينية تمامًا؛ يرافق ديكستر ' جاكي إلى المحطة كل صباح ويعود معها إلى الفندق ليلًا، ولكن عندما يتم الكشف عن هوية القاتل له، يقود «الراكب المظلم» ديكستر إلى الشوارع في مطاردة.
أثناء العمل في مسرح جريمة حيث عثرت الشرطة على جثة أخرى تتوافق مع نمط مروحة جاكي المهووسة، يلاحظ ديكستر رجلًا يلائم الوصف في قوارب الكاياك في الخليج يراقب المشهد. يسرق ديكستر بعيدًا إلى قاربه وينزلق بجانب الرجل ويقتله. بعد يوم عمل شاق، يعودون إلى الفندق فقط لإطلاق صفارات الإنذار في الليل. تم قتل مساعدة جاكي كاثي في الغرفة أدناه. يبدو أن القتل يناسب النمط، لكن ديكستر يلاحظ العديد من الأخطاء. في تلك الليلة، ينام ديكستر وجاكي معًا ويبدآن علاقة قصيرة ولكن مكثفة. يعتقد ديكستر أنه وقع في حب جاكي، ويفكر في مغادرة ريتا.
يتم استدعاء ديكستر على المجموعة لتظهر كشخصية ثانوية في السلسلة بعد محادثة مع جاكي وروبرت. فجأة، تلقى ديكستر مكالمة هاتفية مذعورة من ريتا: اختفت أستور. خوفًا من الأسوأ، يبحث ديكستر عن روبرت، الذي أظهر اهتمامًا مريبًا بأستور. يسأل مدير البرنامج، الذي يؤكد أن روبرت متحمس للأطفال. بعد لحظات، وجد جثة جاكي الميتة في مقطورة لها. ثم قام ديكستر بتقطيعها معًا: قتل روبرت كاثي بعد أن قبضت عليه في موقف توفيقي مع أستور، ثم قتلت جاكي عندما اكتشفت ما فعله. يتبع ديكستر حدسًا ويتجه إلى ريتا وبيته الجديد. روبرت يقبض عليه ويتسلل إليه فاقدًا للوعي.
يستيقظ ديكستر بعد مرور بعض الوقت، ويجد أستور وروبرت معًا في المنزل. استدرج روبرت أستور بوعود النجومية، ويبدو أنها مستعدة لمساعدته على قتل ديكستر. بالتفكير السريع، أخبر ديكستر أستور أن روبرت سيتم القبض عليه وإرساله إلى السجن، وبالتالي لا فائدة لها. عندما يحاول روبرت أخذ أستور كرهينة، تطعنه حتى الموت. يدرك ديكستر أن الأدلة الظرفية توحي به بأنه قاتل روبرت وجاكي، وأن الشخص الوحيد الذي يمكنه تبرئته هو ريتا. عندما قام ديكستر بتفتيش المنزل، وجد أن ريتا ماتت، قتلها روبرت. يرى ديكستر أن حظه قد نفد في النهاية، وينتظر وصول الشرطة.

### - وفاة ديكستر 2015
في الكتاب الأخير من سلسلة ديكستر. ديكستر في السجن بعد اتهامه بجرائم روبرت -بفضل المحقق الفاسد أندرسون الفاسد، الذي زور الأدلة والتقارير ليبدو أن ديكستر مذنب. يحاول ماسوكا فقط مسح اسم ديكستر الجيد، في غضون ذلك، تتبرأ ديبرا من ديكستر بسبب خيانة ريتا وتعريض أستور للخطر، وتقرر تولي حضانة أطفاله.
يخرج براين ديكستر من السجن ويوكل أفضل محامٍ في المدينة، ولكن المحامي موجود في جيب كارتل للمخدرات مكسيكي قوي للغاية بقيادة رجل يدعى راؤول، الذي يتبع براين. يحاول الكارتل قتل ديكستر عدة مرات للوصول إلى براين. في نهاية المطاف، اكتشف ديكستر وبراين أن محاميهما قاما ببيعهما إلى الكارتل، لذا قتلاه وجميع أعضاء الكارتل، باستثناء شخص واحد، يعذبونه لمعرفة مكان احتجاز راؤول لكودي وأستور.
يتعاون براين وديكستر وديبرا ويقتحم يخت راؤول ويعيدوا الأطفال. تهرب ديبرا والأطفال، لكن بريان يُقتل في انفجار قنبلة ويطلق راؤول النار على ديكستر في الكتف. يقتل ديكستر راؤول ويضع قنبلة حتى لا يتبقى أي دليل، ثم يقفز من القارب إلى الماء ويغرق في المحيط. الكتاب يترك الباب مفتوحا لجعل القارئ متحيرا هل توفى ديكستر ام لا.

## ديكستر في المسلسل التلفزيوني

### الموسم الأول
بحلول بداية الموسم الأول، ديكستر هو محلل لـ لطخات الدم في قسم شرطة مترو ميامي. في «حياته السرية»، هو قاتل متسلسل للأشخاص الذين هم أنفسهم قتلة الفارين من العدالة. في حياته الخاصة، يحافظ ديكستر على علاقات سطحية -مع أخته ديبرا (جنيفر كاربنتر)، وصديقته ريتا (جولي بنز)، وأطفال ريتا، أستور (كريستينا روبنسون) وكودي (دانيال جولدمان في الموسم الأول، بريستون بيلي في المواسم اللاحقة) لتبدو طبيعية. يُجري ديكستر ' محادثات داخلية مع والده بالتبني الراحل، هاري مورغان (جيمس ريمار)، الذي يقدم له النصيحة بشأن القتل حياته الشخصية والإبحار فيها.
زواج ريتا السابق المسيء يجعلها تخاف من ممارسة الجنس، وهو ما يناسب ديكستر اللاجنسي تمامًا. عندما تتغلب على شياطينها وتصبح أكثر عاطفية، ومع ذلك، يفكر ديكستر في إنهاء العلاقة، خوفًا من رؤيتها كما لو كانت بالفعل زوجان حقيقيان. ومع ذلك، أثناء جلسة علاجية مع أحد ضحاياه المقصودين، عالم النفس إميت ميريديان (توني غولدوين)، يتم وضع ديكستر في حالة من الاسترخاء العميق، حيث يرى صورة مخيفة لصبي صغير يجلس في بركة من الدم. في حالة عاطفية شديدة، يركض إلى منزل ريتا للراحة، ويمارسون الجنس.
في هذه الأثناء، يظهر قاتل متسلسل للبغايا في ميامي، ويلاحظ ديكستر أن القاتل يترك أدلة خفية في المشهد لها أهمية شخصية له. في أحد الأيام، يتلقى ديكستر إشعارًا رسميًا بأن رجلاً يُدعى جوزيف دريسكول هو والده البيولوجي، وبما أن ديكستر هو أقرب الأقرباء فقط، فيجب عليه أن يأتي لتسوية الورث والمطالبة بالجثة. يصر صديق ديبرا الجديد، رودي كوبر (كريستيان كامارغو)، على أنهما يرافقان ديكستر وريتا لتنظيف المنزل. يشك ديكستر في أن دريسكول هو والده، ولكن أثناء التنظيف، يكتشف بطاقة شكر صممها وأرسلها لشخص تبرع له بالدم عندما كان طفلاً، لأن ديكستر لديه فصيلة دم نادرة (AB-). بما أن هاري أقنع دريسكول بالتبرع بالدم بشكل مجهول، لم يكن لدى ديكستر أي فكرة من أين أتى. يشك ديكستر في أن وفاة والده كانت لعبة غادرة، لكن تم حرق الجثة قبل أن يتمكن ديكستر من الحصول على دليل. يكشف العرض للمشاهد أن رودي قتل دريسكول بحقن الأنسولين المصمم لمحاكاة أنه توفى بنوبة قلبية.
منافسة ديكستر مع زوج ريتا السابق الذي تم إطلاق سراحه المشروط مؤخرًا (مارك بيليجرينو) تتحول إلى منافسة عنيفة. يحاول بول محاربة ديكستر، الذي يفقده الوعي. لتغطية آثاره، يقوم ديكستر بحقن بول بالهيروين ويتركه ليكتشف من قبل الشرطة. فشل بول في اختبار المخدرات (وبالتالي خالف شروط إطلاق السراح المشروط) وعاد إلى السجن.
يتم استدعاء ديكستر لتحليل غرفة فندق مغمورة بدماء العديد من الأشخاص. يؤدي منظر الدماء إلى اصابته بنوبة هلع ويستدعي ذكريات عديدة عن نفسه عندما كان طفلاً جالسًا في الدم. يقوده بحثه إلى اكتشاف أنه شهد مقتل والدته عندما كان طفلاً، وكان لديه أخ اسمه براين. في نهاية المطاف، يقوم «قاتل شاحنة الجليد» (التي تبين أنه ليس سوى رودي) باختطاف ديبرا بعد يوهمها بالتقدم لخطبتها، ثم يخدرها وينقلها إلى منزل طفولة ديكستر. عندما يذهب ديكستر لإنقاذ ديبرا، يتعرف في النهاية على رودي كأخيه المفقود منذ فترة طويلة، براين موسر.
يقترح براين أن يعملا معا في هوايتهما المفضلة «القتل»، ويقود ديكستر إلى ديبرا المربطة والمخدرة، ويقترح أن تكون أول عملية قتل. بعد مصارعة صراعات داخلية من ارتباطه بشقيقه البيولوجي والحاجة إلى حماية أخته بالتبني، قرر ديكستر في نهاية المطاف أن ولائه فقط لديبرا. في وقت لاحق، يبدأ براين في مطاردة ديبرا بنفسه، لكن ديكستر يعتقل براين ثم يربطه بطاولة العمليات في شقة براين. قام ديكستر بشق حنجرة بريان وهو يبكي، وترتيب مسرح الجريمة لجعله يبدو وكأنه انتحر. في نهاية المطاف، عثرت الشرطة على الجثة وأغلقت القضية. ينتهي الموسم بتساؤل ديكستر عما سيكون عليه الحال إذا كان الجميع يعرف أسراره ويتخيل أن يحتفل خارج مركز الشرطة من قبل حشد من المعجبين.

### الموسم الثاني
في الموسم الثاني، تطارد ديكستر ذكرى قتله لشقيقه لدرجة أنه لا يستطيع استئناف القتل. لجعل الأمور أسوأ، ديبرا، التي أصيبت بصدمة بسبب مصيبتها مع قاتل شاحنة الثلج، تنتقل للعيش مع ديكستر، مما يعيق حياته السرية. عدو ديكستر، الرقيب جيمس دوكس (إريك كينغ)، يحمل شكوكا طويلة حول اتصال ديكستر المحتمل مع قاتل شاحنة الثلج، ويبدأ في مراقبة لصيقة لديكستر في كل مكان. ليتخلص منه، يمتنع ديكستر على مضض عن القتل لمدة شهر. تمامًا كما يجد ديكستر فرصة للقتل مرة أخرى، تم العثور على أكثر من 30 جثة (ضحايا ديكستر) في ميناء ميامي، مما أثار بحثًا كبيرًا عما يسمى «سفاح خليج هاربر».
تكتشف ريتا قريبًا أن ديكستر كان يكذب عليها وتخلص إلى أن ديكستر مدمن على الهيروين، والذي يجعلها تصدق ذلك لإخفاء سره الحقيقي. تجبره ريتا على حضور اجتماعات للمدمنين المتعافين، حيث يلتقي بـ ليلى تورناي (جايمي موراي)، التي تصبح راعيته. تقنعه ليلى باستكشاف ماضيه ، وبينما تحت الضغط الشديد بعد مواجهة قاتل والدته وقتله ، تصبح علاقته مع ليلى جنسية. يعترف ديكستر لريتا، وتنهي علاقتها به. تصبح ليلى مهووسة بـ ديكستر، معتقدة أنه رفيق روحها. في نهاية المطاف، ومع ذلك، فإن رغبة ديكستر في أن يكون مع أستور وكودي تجبره على طلب مغفرة ريتا. تسامحه، ويعودون معا. يكتشف ديكستر أن ليلى ليست سوى الا معتلة اجتماعية تحضر اجتماعات المدمنين المتعافين لتجربة العواطف بشكل غير قادر على الشعور بها، ويخبرها أن تتركه وحده. تنتقم ليلى من خلال توريط زميل ديكستر وصديقه أنجيل باتيستا (ديفيد زاياس) باغتصابها، على الرغم من تبرئته في النهاية.
تهدأ شكوك دوكس بعض الشيء عندما يدرك أن ديكستر اجتماعات للمدمنين المتعافين، لكنه يبدأ في الشك في أن هذا غطاء لسر أسوأ. مع اقتراب دوكس من اكتشاف الحقيقة، يثير ديكستر غضبه في مشاجرة جسدية في العمل، مما أدى إلى معاقبة دوكس بإيقافه مؤقتا عن العمل. في حلقة «الغزو البريطاني»، يمسك دوكس أخيرًا بـ ديكستر متلبسا في عملية التخلص من جثة مقطوعة في فلوريدا إيفرجليدز. يضطر ديكستر إلى أسر دوكس ويبدأ في محاولة توريطه. تكتشف ليلى المقصورة التي يحتجز ديكستر دوكس فيها في إيفرجليدز وتفجرها (مع وجود دوكس بداخلها) لحماية ديكستر. عثرت الشرطة في النهاية على جثة دوكس المتفحمة، محاطة بأدوات ديكستر القاتلة، وخلصت إلى أن دوكس كان سفاح الخليج، مما يريح ديكستر.
يتظاهر ديكستر بالرغبة في الهرب مع ليلى، لكنها سرعان ما تكتشف أنه ينوي قتلها. تختطف ليلى أستور وكودي، وعندما يعثر عليها ديكستر في منزلها، تشعل النار وترك الثلاثة محتجزين في الداخل. تمكن ديكستر من إنقاذ الأطفال والهروب دون أذى. بعد ذلك بأسابيع، يتبع ليلى إلى باريس، حيث يشكرها على إظهارها له «الذات الحقيقية» قبل قتلها.

### الموسم الثالث
في الموسم الثالث، وجد ديكستر حياته قابلة للإدارة حتى يكتشف أن ريتا حامل. تفكر ريتا في الإجهاض، حتى تعلن ريتا أنها ستحتفظ بالطفل بغض النظر عما إذا كان ديكستر يريد أن يكون أبًا للطفل أم لا. ديكستر، خائفًا من نوع الأب الذي سيكونه، يفكر في ترك ريتا تربي الأطفال والطفل الجديد وحدها، حتى تقنعه ديبرا بأنه سيكون أبًا عظيمًا. بعد عدد قليل من مقترحات الزواج الفاشلة، يقترح ديكستر مرة أخرى عن طريق محاكاة إعلان الحب من المجرم. تقبل ريتا أخيرًا بمباركة أطفالها.
في هذه الأثناء، بعد قتل رجل مجهول في الدفاع عن النفس أثناء محاولته قتل تاجر مخدرات قاتل يدعى فريبو، يشكل ديكستر صداقة غير محتملة مع شقيق الرجل، ميغيل برادو (جيمي سميتس)، مساعد المدعي العام الشعبي. أثناء ملاحقة فريبو ليلاً، يعثر برادو على ديكستر، ملطخا بدماء فريبو؛ يدعي ديكستر أنه قتل فريبو دفاعًا عن النفس. يقدم برادو قميص ديكستر فريبو الدموي كدليل على أنه لن يكشف سر ديكستر. تقوى علاقتهما، ويجعل ديكستر برادو اشبينه لزواجه. يلاحظ برادو تدريجيًا أن ديكستر هو قاتل متسلسل، ويبدأون في القتل معًا وفقًا لـ «كود» ديكستر. عندما ينحرف برادو عن القانون بقتله لمحامية دفاع منافسة، فإنه يطلق لعبة نفوذ وابتزاز متنافسين بين الرجلين. يكتشف ديكستر أن الدم الموجود على القميص هو في الواقع دم بقري، مما يعني أن برادو كان يستخدمه فقط كذريعة للقتل. يقرر ديكستر الغاضب قتل برادو.
بعد أن تم الكشف عنه من قبل برادو، قاتل متسلسل يدعى «ذا سكينر» (جيسي بوريجو)، الذي يبحث عن فريبو، يختطف ديكستر في يوم زفاف ديكستر. يواجه موتًا معينًا، يقرر ديكستر مواصلة القتال حتى يتمكن من العيش لرؤية ابنه؛ يحرر نفسه ويقتل سكينر من خلال التقاط رقبته ورمي جسده في سيارة شرطة قادمة. ثم يقتل ديكستر برادو ويتزوج ريتا، ويجعل ديبرا اشبينته
يبرر ديكستر قتل شخصين لا يتلاءمان مع رمزه: ناثان مارتن (جايسون كوفمان)، المتحرش بالأطفال الذي يلاحق أستور؛ وصديقته المسنة كاميلا فيغ (مارجو مارتينديل)، التي تموت بسبب السرطان وتطلب منه إنهاء معاناتها.

### الموسم الرابع
في بداية الموسم الرابع، أنجبت ريتا طفلًا صغيرًا، هاريسون. يسعد ديكستر بإنجاب طفل خاص به، لكن مسؤولياته كأب جديد تتركه مرهقًا للغاية بحيث لا يستطيع القتل. يجد ديكستر صعوبة متزايدة في الاستمرار في إخفاء حياته السرية، مما يؤدي إلى صراع مع ريتا وأستور، الذين دخلوا مرحلة المراهقة. بناء على إلحاح ريتا، تدخل ديكستر وهي في علاج الزوجين.
بعد قتله لضحيته الأولى فهذا الموسم، يغفوا ديكستر أثناء القيادة سهوا ويحصل له حادث، ويؤدي فقدان الذاكرة قصير المدى الناتج إلى نسيان مكان اخفاءه لضحيته. يتراجع في النهاية عن خطواته ويتخلص من الجسد. بعد مقتل العميل الفيدرالي المتقاعد فرانك لاندي (كيث كاردين)، يبدأ ديكستر سعيه وراء ما يسمى بـ «قاتل الثالوث»، الذي يرتكب جرائم قتل طقسية في جميع أنحاء البلاد لمدة 30 عامًا. بمجرد أن يجد ديكستر القاتل، فإنه يشعر بالصدمة عندما يكتشف أن «الثالوث» هو في الواقع آرثر ميتشل (جون ليثجو)، وهو رجل الأسرة وأحد أعمدة مجتمعه.
يستخدم ديكستر الاسم المستعار كايل بتلر ويبدأ في التسلل إلى حياة ميتشيل الشخصية في محاولة لمعرفة كيف يوازن ميتشل مسؤولياته العائلية مع حياته السرية كقاتل متسلسل. تحقيقا لهذه الغاية، ديكستر يؤجل مرارا قتله لميتشل، ويعيق جهود الشرطة للقبض عليه، وحتى ينقذ حياة ميتشل عندما يحاول الانتحار. عند التعرف على ميتشيل، يدرك ديكستر أنه أساء الحكم عليه. بعد قضاء عيد الشكر مع عائلة ميتشل، يتعلم ديكستر أن معلمه المحتمل هو طاغية مسيء تهاب عائلته منه. بعد الدخول في مشاجرة عنيفة مع ميتشل، يصر ديكستر على أنهما ليسا متشابهين ويعتقد أنه قد يكون قادرًا على إسكات راكبه المظلم بشكل دائم.
عندما يعود إلى المنزل، يقوم ديكستر بترتيبات لريتا وأخذه لقضاء شهر عسل متأخر. يرسل ريتا إلى الأمام ويدخل ميتشل بينما يحاول ميتشل تخطي المدينة. قبل أن يقتله ديكستر بمطرقة، يخبره ميتشل أن ديكستر لن يكون قادرًا على التحكم في دوافعه العنيفة لفترة طويلة، و «انتهى بالفعل» -نفس الشيء الذي يخبره ميتشل ضحاياه قبل قتلهم.
بعد عودته إلى المنزل، اتصل ديكستر بهاتف ريتا لمعرفة ما إذا كانت هي وهاريسون قد وصلا للوجهة المتفق عليها. يسمع على الفور أن هاتف ريتا يرن في المنزل، مما يشير إلى أنها في المنزل. ثم يسمع صوت هاريسون وهو يبكي، ويصدم ديكستر عندما يجد ريتا ميتة في حوض الاستحمام، وهاريسون على الأرض في بركة من دم والدته؛ كانت ريتا الضحية الأخيرة لقاتل الثالوث.

### الموسم الخامس
يبدأ الموسم بديكستر المصدوم والذي يمزقه ذنبه «بأنه كان السبب في وفاة ريتا» ممسكا بـ هاريسون بينما تستجيب الشرطة لدعوته، حيث يقول ديكستر «لقد كان أنا». بينما يقصد أنه قتلها بإخبار قاتل الثالوث بهويته، فإن الشرطة تفسر ذلك على أنه اعتراف بالذنب المباشر. ومع ذلك، سرعان ما قام مكتب التحقيقات الفدرالي بإخلاء ديكستر، حيث كان مع الشرطة في منزل آرثر ميتشل في وقت قتل ريتا.
يقضي ديكستر في اليوم التالي خدرًا تمامًا، غير قادر حتى على تزييف أي نوع من العاطفة أو الحزن. بينما يخطط ديكستر لقطع اتصاله بمعارفه وبدأ حياة جديدة سرية، يجد نفسه يواجه رانيكن (براد كارتر) سليط اللسان. عندما يهين رانكين ريتا، يقتله ديكستر في نوبة غضب. أخبر هاري ديكستر أن هذا الفعل هو أول شيء بشري شاهده ديكستر يفعل منذ وفاة ريتا.
في حالة ذهول بسبب وفاة ريتا، يغادر أستور وكودي ليعيشوا مع أجدادهم. يحاول ديكستر المتعثر المضي قدمًا بتوظيف مربية أيرلندية لرعاية هاريسون بينما يخرج ليجد ضحيته التالية. يستقر على بويد فاولر (شون هاتوسي)، وهو مغتصب مدان تربطه علاقة بسلسلة من النساء المفقودات مما يجعله الهدف المثالي. يقتل ديكستر فاولر، فقط للعثور على أحدث ضحية فاولر، وهي امرأة شابة تدعى لومين بيرس (جوليا ستايلز)، لا تزال على قيد الحياة. بعد مناقشة ما إذا كانت ستقتلها (وبالتالي يقضي على شاهد محتمل)، يستسلم ديكستر لطبيعته الأفضل ويقرر حمايتها.
لومين تتردد في الوثوق بـ ديكستر، لكنها تدرك أنه يعني فعلا بأنه لن يلحق الضرر بها. وتكشف أن فاولر لم يكن الرجل الوحيد الذي اغتصبها. مع اندماج لومين تدريجيًا في حياة ديكستر، تتوسل إليه لمساعدتها في ملاحقة مهاجميها؛ يوافق ديكستر على مضض. يطاردون طبيب أسنان للأطفال ورئيس الأمن للمتحدث التحفيزي رفيع المستوى يدعى جوردان تشيس (جوني لي ميلر). مع اشتداد المؤامرة، يصبح من الواضح أن تشيس كان أيضًا أحد مهاجمي لومين. ما يزيد من تعقيد الموقف هو المحقق جوي كوين (ديزموند هارينجتون)، الذي يعتقد أن ديكستر قتل ريتا ويقترب من اكتشاف أسرار ديكستر.
لإبقاء الشرطة مشغولة، يضعها ديكستر على درب فاولر. يصبح ديكستر على دراية شخصية بمطاردة تشيس ويعثر على صورة تثبت أن جميع مهاجمين لومين (الذين أدينوا أيضًا بتعذيب واغتصاب وقتل 12 امرأة أخرى) يعرفون بعضهم البعض منذ الطفولة.
يجد ديكستر في نهاية المطاف زجاجة صغيرة من الدم يرتديها تشيس حول عنقه. بعد استخراج عينة، اكتشف أن الدم ينتمي إلى إميلي بيرش (أنجيلا بيتيس)، الضحية الأولى لعصابة المغتصبين. وهي تزوّد لومين وديكستر بهوية المهاجم الرابع الغامض في الصورة، أليكس تيلدن (سكوت غرايمز). يسمح ديكستر لـ لومين بقتل تيلدن عن طريق طعنه في القلب. بعد ذلك، يصبح ديكستر ولومين عشاق، قبل مواصلة البحث عن مطاردة. بينما يخطط ديكستر ولومين للقبض على تشيس، يدرك ديكستر أن هناك كاميرات في شقته. ديكستر، على افتراض أنه يراقب من قبل كوين، ينتظره للعودة إلى عربة المراقبة. بينما يفتح ديكستر الباب لالتقاط كوين، ستان ليدي (بيتر ويلر)، المحقق الخاص لكوين الذي استأجره لمراقبة ديكستر، يفاجئ ديكستر بمسدس مصوب عليه. بعد أن دعا ستان كوين إلى ضبط ديكستر، يهاجم ديكستر ليدي ويقتله دفاعًا عن النفس، بعد أن حاول ليدي طعنه.
بينما يتعامل ديكستر مع ستان، تتلقى لومين مكالمة من ايملي. تبدو إميلي خائفة من تشيس وتهدد بالاتصال بالشرطة، لكنها كشفت أنها تضع فخًا للسماح لـ تشيس بالقبض عليهم. يعود ديكستر لشقته ليجد لومين مختفية. يتتبع تشيس إلى المخيم حيث بدأ نادي الاغتصاب. في نوبة من العاطفة، حطم عن طريق الخطأ السيارة المسروقة التي يقودها، مما سمح لـ تشيس بأخذه سجينًا. يجلب تشيس ديكستر إلى المبنى الذي يحتجز فيه لومين. مع اقتراب تشيس من قتلهم، يحرر ديكستر نفسه بسكين كان قد خبأه وشل حركة تشيس بطعنه من خلال قدمه وداخل الأرض. ديكستر ويفقده الوعي. عندما يستيقظ تشيس، يسمح ديكستر لـ لومين بقتله. بينما هم لا يزالون في غرفة القتل، يستعدون للتخلص من الجثة، تصل ديبرا إلى مكان الحادث، على الرغم من أنه لا يفصل بين كشفها لديكستر ولومين سوى ستارة بلاستيكية! . ديكستر ولومن، المحاصرين، لا يزالون صامتين. دون طلب هويتهم، تحذرهم ديبرا من أنها على وشك الاتصال لطلب الدعم الإضافي وتسمح لهم بالفرار قبل وصول الشرطة.
في اليوم التالي، عندما يعود ديكستر من العمل، تخبره لومين أنها لم تعد تشعر بالحاجة إلى القتل، ولا يمكنهم أن يكونوا معًا لأن دعوات ديكستر القاتلة لن تتركه أبدًا. ثم تغادر لتعود إلى الحياة التي كانت عليها قبل اختطافها. ينتهي الموسم مع ديكستر محاطة بالأصدقاء والعائلة في أول عيد ميلاد لهاريسون.

### الموسم السادس
بعد حوالي عام، أصبح هاريسون كبيرًا بما يكفي للسير، وبدأ ديكستر في البحث عن حضانة، على الرغم من أن إلحاده يتعارض مع حضانة الأطفال الدينية إلى حد كبير التي يتقدم إليها. يجد فهمًا أكبر من خلال الأخ سام (موس ديف، الذي يُنسب إليه موس ولاحقًا باسم ياسين بك)، وهو محتال سابق وقاتل كان ديكستر قد اعتبره في السابق قاتلًا، والذي أصبح منذ ذلك الحين مسيحيًا مولودًا مرة أخرى يستشير سلبيات سابقة أخرى. يرى ديكستر في البداية أن التحول الديني للأخ سام هو عملية احتيال، لكن الأخ سام يثبت نفسه رجلًا متغيرًا حقًا، بل إنه يساعد ديكستر خلال أزمة عندما يخضع هاريسون لاستئصال الزائدة الدودية.
ومع ذلك، تسوء الأمور عندما يتم إطلاق النار على الأخ سام ويصاب بإصابات قاتلة في مرآبه. يدرك ديكستر أن صديق سام، نيك (جيرمين دي ليون)، هو المسؤول، ويقسم على الانتقام. على فراش موته، سام يغفر نيك ويطلب من ديكستر أن يغفر له أيضًا. يسامح ديكستر نيك عندما يبدو نادمًا في البداية، لكن هذا يثبت أنه فعل؛ بعد أن رفض سام توجيه اتهامات على فراش الموت، يتباهى نيك بما فعله. يغرق ديكستر الغاضب نيك في البحر، ويوقظ فيه وجود أخيه الميت، براين، الذي بدأ في توجيهه بنفس الطريقة التي كان بها وجود هاري في السابق.
يقنع براين ديكستر بملاحقة ابن جون آرثر ميتشل جوناه (براندو إيتون)، الذي يبدو أنه أصبح أيضًا قاتلًا. يلتزم ديكستر بقانون والده، مما تسبب في حدوث انقسام بين شخصياته. أخيرًا ديكستر يمسك بجوناه بقصد قتله، لكنه يتراجع عندما يرى أن جوناه يشعر بالذنب لفشله في حماية أخته، التي انتحرت عن طريق شق الشريان في فخذها في حوض الاستحمام، على غرار كيف قتل والدها ضحاياه. عندما اكتشف جوناه ووالدته أخته، ألقت والدتهم باللوم على الأطفال بسبب قصور والدهم. أغضب هذا جوناه، الذي قتل والدته. عند تعلم هذه المعلومات الجديدة، يرفض ديكستر بريان ويعيد تأكيد «قانون هاري»، تاركًا جوناه على قيد الحياة ليغفر لنفسه.
في هذه الأثناء، يبدأ ديكستر بالتحقيق في «قاتل يوم القيامة»، القاتل المتسلسل الذي يعرض جرائمه بعد كتاب الوحي. سرعان ما اكتشف ديكستر أن جرائم القتل يرتكبها شخصان: أستاذ جامعي متدين يدعى جيمس جيلار (إدوارد جيمس أولموس) وحاميه، ترافيس مارشال (كولين هانكس). يسيطر ديكستر على مارشال، لكنه يرفض قتله، معتقدًا أن مارشال لديه ضمير وأنه ببساطة يقوده الأستاذ إلى المسار الخاطئ. ثم قرر ديكستر إنقاذ مارشال من نفسه.
بعد وفاة أخت مارشال، يتبعه ديكستر إلى الكنيسة القديمة ويكتشف جسد جيلار في الفريزر، وخلص إلى أن مارشال كان يتصرف بمفرده طوال الوقت، مع جيلار كهوية انفصالية. بعد أن اضطر مارشال لقبول وفاة جيلار، بدأ مارشال في استهداف ديكستر، وتمكن من القبض عليه ويبدأ في طقوس بحيرة النار. يهرب ديكستر، ومع ذلك، يتم إنقاذه بواسطة قارب صيد يحمل مهاجرين غير شرعيين متجهين إلى فلوريدا. يختطف مارشال هاريسون للتضحية به على أنه «حمل الله» خلال كسوف الشمس، لكن ديكستر ينقذ هاريسون ويأخذ مارشال إلى الكنيسة القديمة. دخلت ديبرا الكنيسة -ساعية للعثور على ديكستر بعد اجتماع أخير مع معالج ساعدها على إدراك أنها كانت تحب شقيقها بالتبني -فقط لرؤية ديكستر يقتل مارشال.

### الموسم السابع
في افتتاحية الموسم السابع، يخبر ديكستر ديبرا المصدومة بأنه قتل مارشال دفاعا عن النفس بعد أن نصب له مارشال كمينًا. تصدقه ديبرا في البداية، وتساعده على تدمير الكنيسة القديمة، بجسد مارشال في الداخل. بعد بضعة أيام، وجدت ديبرا سكاكين ديكستر ومجموعة من الشرائح الدموية، وسألت إذا ما كان قاتلًا متسلسلاً. يتلعثم ديكستر، يرد ديكستر بأنه كذلك. ترتعب ديبرا، لكنها تعزم على مساعدة ديكستر في التوقف عن القتل من خلال الانتقال معه ومراقبته باستمرار.
بعد أسابيع تحت إشراف ديبرا، اختطف ديكستر المتوتر لويس غرين (جوش كوك)، وهو زميل سابق في العمل ضغينة ضده، بقصد قتله. لكن ديكستر تلين في اللحظة الأخيرة، ويتصل بديبرا حتى تتمكن من التحدث معه، مما يطمئنها أن بعض الخير فيه بعد كل شيء.
يتحرر ديكستر من رقابة ديبرا لفترة طويلة بما يكفي للتخلص من راي سبليتزر (مات جيرالد)، وهو قاتل متسلسل وحشي تهرب من السجن لأسباب فنية، وتفهمت ديبرا أسباب رغبات ديكستر في القتل. أبرمت صفقة معه: لن توقف ديكستر طالما أنه لم يخبرها بذلك أو يتدخل في تحقيقات الشرطة.
ديكستر يضع نصب عينيه قتل هانا مكاي (إيفون ستراهوفسكي)، السامة المتسلسلة، التي كانت في سن المراهقة، مشتركة في موجة قتل عبر البلاد مع صديقها. ديكستر يخضعها ويستعد لقتلها، لكنه يتوقف عندما لا يبدو أن هانا تخاف منه. كلاهما يتم التغلب عليهما فجأة بالجاذبية ويمارسان الجنس. يقع ديكستر في حب هانا، الذي يساعده على إدراك أن «راكب الظلام» لا يتحكم في حياته.
لكن علاقة ديكستر الرومانسية مع هانا تعقد علاقته مع ديبرا. تعتزم ديبرا القبض على هانا بتهمة قتل سال برايس، كاتب الجريمة التي كانت ديبرا تكن له بعض المشاعر، ويواجه ديكستر صعوبة في التوفيق بين مشاعره لصديقته ومسؤوليته تجاه أخته بالتبني. ومما زاد الطين بلة، أن النقيب ماريا لاغويرتا (لورين فيليز) تعيد فتح قضية سفاح الخليج، مقتنعة ببراءة دوكس وأن ديكستر يخفي شيئًا. عندما يحاول ديكستر قتل هيكتور استرادا (نيستور سيرانو)، الرجل الذي أمر بقتل والدته، تصل لاغويرتا إلى مكان الحادث، مما يجبره على السماح لـ استرادا بالذهاب حتى يتمكن من الفرار. يستنتج ديكستر أن لاغويرتا قد نسقت إطلاق سراح مشروط لـ استرادا من السجن لكي تثبت براءة دوكس وتورط ديكستر.
في بداية الموسم، يتوعد إسحاق سيركو (راي ستيفنسون) بقتل ديكستر للانتقام لقتله فيكتور باسكوف (إنفر جوكاج)، قاتل الشرطي وأحد ضحايا ديكستر. خوفًا على سلامة عائلته، قام ديكستر بتدبير مذكرة أمر قبض على سيركو، ولكن سرعان ما تم إطلاق سراح سيركو بكفالة ويسارع لاستئناف ثأره. يطلب سيركو حماية ديكستر ضد زملائه السابقين، الذين يخشون من أنه سيشهد ضدهم؛ في المقابل، ويعد ديكستر بأنه سيسمح له بالعيش. يرفض ديكستر في البداية، لكن ينتهي به الأمر بمساعدة `` سيركو '' عن غير قصد عندما هاجمه أحد أتباعه السابقين. يقتل ديكستر رجل العصابة، لكن فات الأوان لإنقاذ سيركو، الذي أصيب بجروح قاتلة خلال القتال. أثناء موته، أخبر سيركو ديكستر أنه لم يفت الأوان حتى يجد ديكستر السعادة.
تتعرض ديبرا لحادث سيارة شبه مميت بعد مواجهة مع هانا وتصر على ديكستر بأن هانا سممتها. يرفض ديكستر تصديق ذلك في البداية، لكنه يشكك بما يكفي لطلب فحص للسموم لزجاجة ماء ديبرا الموجودة على لوح السائق في سيارتها بعد الحادث. بالنسبة لرعب ديكستر، تثبت النتائج أن هانا قد ارتفعت مياه ديبرا بجرعة زائدة من الزاناكس. إذا لم يكن هناك خيار آخر، فإن ديكستر يمنح ديبرا دليلاً على أن هانا قتلت برايس وتبدو محطمة القلب، بينما تعتقلها ديبرا.
ألقت لاغويرتا القبض على ديكستر بتهمة أنه سفاح الخليج، ولكن يتم الإفراج عنه بفضل الأدلة التي تلاعب بها للتخلص من لاغويرتا. ديكستر متأكد من أن لاغويرتا لن تتركه وشأنه، ويقرر قتلها، على الرغم من أن القيام بذلك سيكون انتهاكًا لـ «قانونه». يخطف ويقتل استرادا لجذب لاغويرتا إلى المصيدة، يفقدها الوعي، ويخطط لإطلاق النار عليها لجعل سبب وفاتها هو أنه تبادلت إطلاق النار مع استرادا. في تلك اللحظة، تقتحم ديبرا المكان، ممسكة بـ ديكستر تحت تهديد السلاح وتوسل إليه بأن لا يكمل بما سيقوم فعله. تستعيد لاغويرتا وعيها وتحث ديبرا على قتل ديكستر. الذي لا يرى مخرجًا، يستسلم ديكستر لمصيره ويخبر ديبرا «بأن تفعل ما يجب عليها فعله». ولكن، لمفاجأة ديكستر، تحول ديبرا سلاحها إلى لاغويرتا، وتقتلها ثم تنفجر بالبكاء. مع بدء العد التنازلي للعام الجديد، يتساءل ديكستر إذا كانت هذه «بداية النهاية».

### الموسم الثامن «الأخير»
يبدأ الموسم الثامن بعد ستة أشهر من نهاية الموسم السابع، مع تزايد قلق ديكستر بشأن ديبرا، التي استقالت من الشرطة واندفعت نحو الاكتئاب والسلوك المدمر للذات. يذهب ديكستر إلى وظيفتها الجديدة كمحقق خاص وتعلم أن ديبرا تلاحق تاجر المخدرات أندرو بريجز (ريس كويرو) وتنام معه. عندما واجهها ديكستر، أخبرته ديبرا أنها تتمنى لو أنها قتله بدلاً من لاغويرتا. بعد بضعة أيام، علم ديكستر أن قاتل، إل سابو (نيك جوميز)، سيقتل بريجز وديبرا، ويذهب ديكستر إلى فندق ديبرا لإنقاذها. تبع ذلك شجار، حيث يقتل ديكستر بريجز. يطلب من ديبرا أن تأتي معه، لكنها ترفض. بعد ذلك بوقت قصير، تم العثور على إل سابو ميتًا، وتم استدعاء ديكستر للتحقيق. يكتشف أن بعض الدم في المشهد ينتمي إلى ديبرا. تعترف بقتل إل سابو، ويغطي ديكستر على مضض الجريمة.
يلتقي ديكستر بالدكتورة إيفلين فوجل (شارلوت رامبلينج)، وهي طبيبة نفسية وعصبية تتشاور مع شرطة ميامي حول قاتل متسلسل يطلق عليه اسم «جراح الدماغ» الذي يزيل أجزاء من أدمغة ضحاياه. أخبرت ديكستر أنها عرفت هاري، وأنها هي وهاري أسسا القانون الذي يعمل عليه ديكستر. تعتقد فوغل أن القاتل هو أحد مرضاها السابقين وتطلب من ديكستر قتله قبل أن يلاحقها القاتل.
يتصل كوين بديكستر ليخبره أن ديبرا أتت إلى قسم الشرطة في حالة سكر، واعترفت بقتل لاغويرتا. يهرع ديكستر المذعور بصحبة فوجل ويفقد ديبرا الوعي بجرعة منخفضة من المهدئ الذي يستخدمه على ضحاياه. يدرك أنه لا يستطيع مساعدة ديبرا ويطلب من فوغل علاجها.
يبدأ ديكستر في النظر إلى مرضى سابقين آخرين لفوجل، القاتل المتسلسل ييتس (آرون ماكوسكر). ينقذ أحد ضحايا ييتس ويواجه القاتل الذي يهرب. في اليوم التالي، تطلب ديبرا من ديكستر القيادة معها حتى يتمكنوا من التحدث. أثناء القيادة، تتعمد إلى حَرف السيارة إلى البحيرة، عازمة على قتلهما لإنها اكتشفت أن والدهما انتحر بسبب رؤيته لديكستر وهو يشرح أحد ضحاياه «لم يتمكن من معايشة هذا الواقع بحسب كلام ديكستر». ومع ذلك ، نجت ديبرا ، وأنقذت حياة ديكستر. عندما يختطف ييتس فوجل، وضع الاثنان خلافاتهما جانباً لتعقبه. يقتل ديكستر ييتس لمنعه من إيذاء ديبرا ويتصالح مع ديبرا لاحقا.
يضع ديكستر أنظاره على ضحية جديدة: زاك هاميلتون (سام أندروود)، مراهق من عائلة ثرية قتل عشيقة والده ويستعد الآن لقتل والده. يخطف ديكستر زاك، الذي يعترف بأنه يستمتع بالقتل وسوف يفعل ذلك مرة أخرى. برؤية زاك روحًا طيبة، يعد ديكستر بتعليمه كيفية القتل. عندما يتم قتل جار ديكستر كاسي جولينستون (بيثاني جوي لينز)، يعتقد في البداية أن زاك هو المسؤول ويقرر قتله. يواجه ديكستر زاك، الذي يقسم أنه لم يستهدف كاسي، بل قاتلًا آخر، مما يمنح ديكستر الأمل في إمكانية تدريب زاك بعد كل شيء. لكن هذا الأمل تبدد عندما اكتشف ديكستر جثة زاك في شقته -مع فقده لجزء من دماغه.
تظهر هانا مرة أخرى في حياة ديكستر عندما تخدره هو وديبرا للفت انتباهه. تحقق ديكستر وتجد أنها غيرت اسمها وتزوجت مايلز كاستنر (جوليان ساندز)، وهو رجل أعمال ثري. يذهب ديكستر لرؤية هانا، التي تقول إنها أرادته أن يقتل كاستنر، لكنها غيرت رأيها بعد أن أدركت أنها لا تزال في حالة حب مع ديكستر. يذهب ديكستر إلى قارب كاستنر لحماية كاستنر، لكنه يجد أن هانا قتلته بالفعل. يتخلص الاثنان من الجثة، ويرتب لها ديكستر مغادرة البلاد. في الليلة التي سبقت مغادرة هانا يمارسان الجنس، ويدرك أنه لا يزال يحبها. يجددون علاقتهم ويخططون للهرب معا إلى الأرجنتين.
بعد التحقيق، اكتشف ديكستر أن قاتل زاك مرتبط بفوغل. أخبرت فوغل ديكستر أن لديها ابنًا، دانيال، الذي قتل في سن المراهقة شقيقه الأصغر ريتشارد قبل أن يموت على ما يبدو في حريق. يكتشف ديكستر أن دانيال أضرم النار في نفسه لتزييف موته، وأنه يعيش الآن تحت هوية أوليفر ساكسون (داري إنغولفسون). يشك ديكستر في أن ساكسون هو «جراح الدماغ» ويحذر فوجيل، الذي يطلب منه البقاء بعيدًا عنه؛ لا تدرك ديكستر أنها تحمي ابنها. يقوم ديكستر بالاستعدادات للتحرك أثناء صيد ساكسون. يذهب إلى منزل فوغل للتأكد من سلامتها ويرى ساكسون وهو ينحرها من حنجرتها.
بعد أيام، ظهر ساكسون في شقة ديكستر وقدم هدنة: سيوفر لعائلة ديكستر إذا تركه ديكستر وحده. يتظاهر ديكستر بالقبول، لكنه مصمم الآن أكثر من أي وقت مضى على قتل ساكسون. يجد دليلاً على جرائم القتل التي ساكسون، والتي سلمها إلى الشرطة حتى يضطر ساكسون للملاحقة بعد مغادرته ميامي. ثم يستعين ديكستر بمساعدة ديبرا في إخضاع ساكسون ويستعد لقتله. ومع ذلك، في اللحظة الأخيرة، يدرك ديكستر أن حبه لهانا أقوى من حاجته للقتل، وهو ينجو من حياة ساكسون. ينادي ديبرا حتى تتمكن من اعتقال ساكسون، ويقول وداعا لهاري ولها. لكن ساكسون يهرب من روابطه ويطلق النار على ديبرا في أحشائها عندما تحاول القبض عليه.
في خاتمة المسلسل، في حلقة «تذكر الوحوش؟»، يأخر إعصار رحلة ديكستر إلى الأرجنتين، وقال لهانا وهاريسون أن يمضيا بدونه، بقصد قتل ساكسون. عندما يعرف ما حدث لأخته يهرع لكي يكون بجانبها في المستشفى، لكنها تخبره أن يستمر ويعيش حياة جيدة. بعد لحظات، أصيبت بسكتة دماغية كبيرة تركتها في حالة تسمى بـ «الحالة الخُضرية الدائمة». يلوم ديكستر نفسه ويدرك أنه سيدمر دائمًا من يحبهم؛ يرى أخيرا أنه لا يمكن أن يكون له حياة سعيدة. بعد القبض على ساكسون، قتله ديكستر في زنزانته، وأقنع كوين وباتيستا بأنه تصرف دفاعًا عن النفس. يذهب ديكستر لرؤية ديبرا للمرة الأخيرة، ويوقف أجهزة الإنعاش ويدفنها في البحر. ثم يزيف موته عن طريق تدمير قاربه. يكشف المشهد الأخير للمسلسل أنه افترض هوية جديدة على شكل حطاب وبدأ حياة جديدة بمفرده.